# Dentífrico

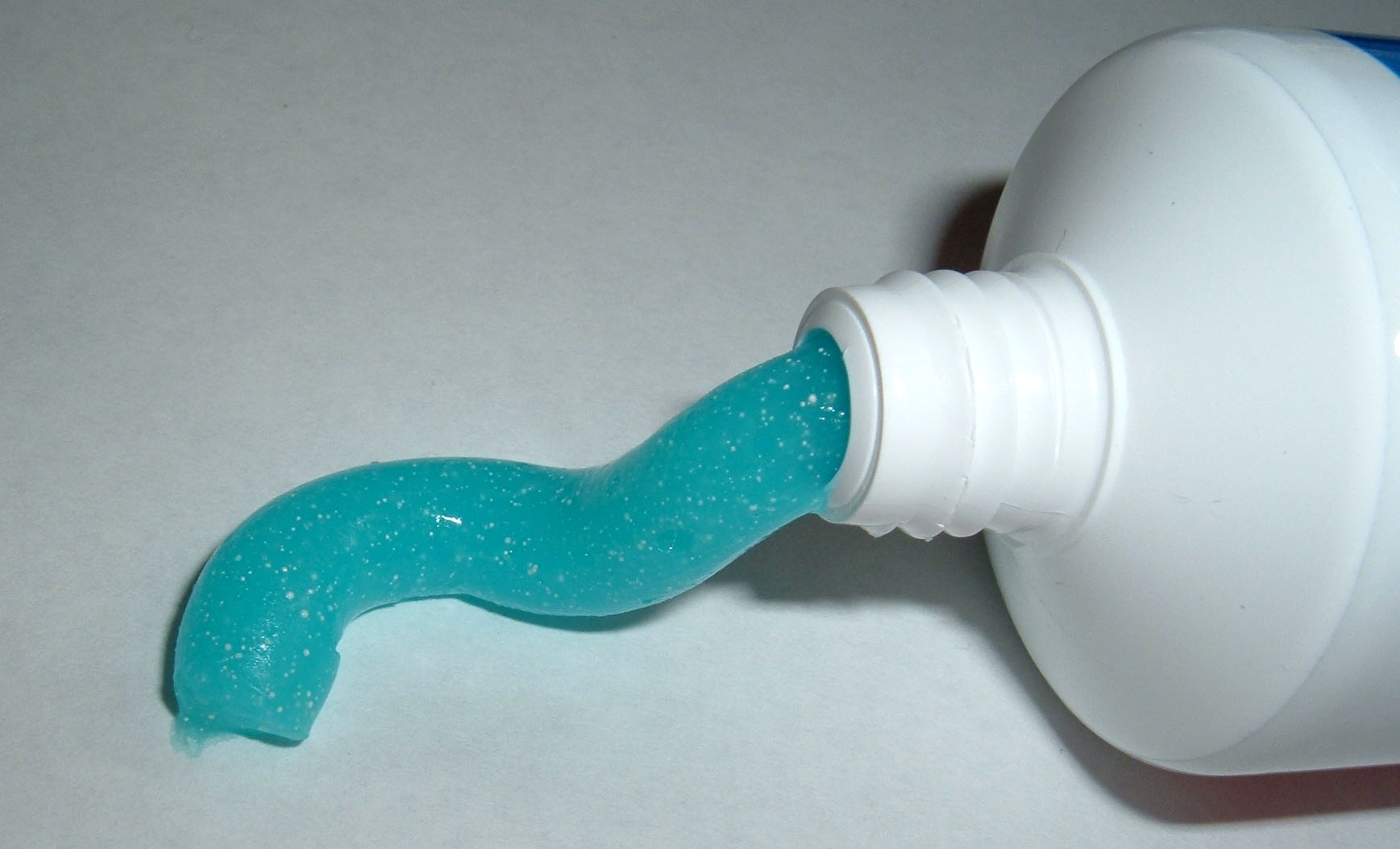
Dentífrico em gel

Pasta de dentes ou Dentífrico é um produto usado para a limpeza dos dentes. Os dentífricos podem ser comercializado em pasta, em gel, em líquido ou em pó. São geralmente usados em conjunto com uma escova de dentes.
Os dentífricos são abrasivos que ajudam a remover a placa bacteriana e restos de alimentos dos dentes, previnem a halitose e depositam nos dentes princípios ativos, como o flúor, com o objetivo de prevenir cáries dentárias e gengivites. O declínio de cáries dentárias ao longo do século XX tem sido atribuído à introdução e utilização regular de dentífricos com flúor em todo o mundo. A ingestão em grandes quantidades de pasta de dente pode causar intoxicação.

## História
A mais antiga referência conhecida a um creme dental está em manuscrito egípcio no século IV a.C., que citava uma mistura de sal de cozinha, pimenta, folhas de menta e flores de íris. Muitas antigas fórmulas de dentifrício eram baseadas em urina. Apesar disso, a pasta dental não chegou ao uso geral até o século XIX.
No início do século XIX, a escova de dentes era normalmente usada apenas com água, mas misturas dentárias logo ganharam popularidade. A maioria destes eram de produção caseira, e os ingredientes mais comuns eram giz, tijolo pulverizado e sal. Uma enciclopédia caseira de 1866 chegou a recomendar carvão pulverizado e precavia que muitas das misturas comerciais faziam mais mal do que bem.
Hoje em dia, é mais comum a pasta de dente ser vendida em tubos flexíveis, mas também é encontrada em compartimentos mais resistentes. Embalagens projetadas para ficarem sempre de pé — permitindo que a pasta seja melhor aproveitada — são uma recente inovação.
A pasta de dente vem numa variedade de sabores, sendo a maioria variações de menta. Outros sabores mais exóticos incluem: albricoque, canela, chiclete (destinada ao público infantil) erva-doce, gengibre, laranja e limão. Existem também pastas sem sabor.
Em seu uso comum, a pasta de dentes deve ser cuspida. Alguns tipos de pasta de dente, se engolidas em quantidade suficiente, podem causar náuseas, fluorose ou diarreia. Por isso é recomendado às crianças muito jovens não utilizá-las sem supervisão de adultos. Um tubo de pasta de dentes fluoretada, se ingerido, pode levar a morte por envenenamento um animal pequeno ou uma criança.
O creme dental foi criado pelo dentista americano Washington Wentworth Sheffield, que em 1850 desenvolveu um pó para limpar os dentes que se tornou muito popular entre seus pacientes. Lucius, filho de Sheffield e também dentista, ajudou-o a modificar a fórmula, criando assim o Creme Dentifrício Dr. Sheffield, a primeira pasta de dente. O produto, porém, só teve sucesso quando foi colocado em tubos de folhas de flandres. Lucius Sheffield foi considerado o "dentista mais famoso do mundo" e recebeu trinta patentes por invenções que vão desde uma técnica de cimentar facetas até um túnel ferroviário elevado para cidades.

## Composição do creme dental
| Componentes              | (%)      |
| ------------------------ | -------- |
| Abrasivos                | 20-30    |
| Umectante                | 20-40    |
| Agua                     | 45-22    |
| Ligante                  | 1-2      |
| Detergente               | 1-3      |
| Flavorizante             | 1-2      |
| Conservantes             | 0,05-0,5 |
| Preventivos/Terapêuticos | 0,4-1,0  |

## Efeitos biológicos[8]

### Prevenção da cárie dentária
Os dentifrícios fluoretados surgiram na década de 1940, compostos por diferentes tipos de fluoreto (fluoreto de sódio, monofluorfosfato de sódio, outros). Na década de 1970-1980, houve uma expansão da comercialização do dentifrício no mercado, especialmente aqueles com fluoreto de sódio (NaF) e monofluorfosfato de sódio (MFP).
Até pouco tempo, havia dificuldade em distinguir se o efeito preventivo da escovação sobre a cárie dentária era resultado da remoção mecânica da placa ou da aplicação tópica do fluoreto. No entanto, um estudo clínico aleatorizado e controlado de três anos realizado por Axelsson & Lindhe4, em 1975, mostrou a importância da escovação e da presença do fluoreto para a saúde bucal.
Já está comprovado que o fluoreto tem um importante papel na prevenção da cárie dentária, uma vez que a sua presença constante em baixa concentração, na placa e superfície dentária, reduz a desmineralização e aumenta a remineralização dos tecidos dentários, sendo
que o uso de dentifrícios fluoretados é a forma mais amplamente difundida de autoadministração tópica de fluoretos no mundo.

### Prevenção de doenças periodontais
Apesar da prevenção da gengivite estar principalmente relacionada à escovação, pela ação mecânica sobre a remoção da placa dentária, a maioria dos pacientes não consegue realizar uma boa escovação, o que faz necessária a associação da escovação com a aplicação de produtos químicos em alguns casos. Neste contexto pode-se incluir outro tipo de agente ativo: agentes antimicrobianos ou antiplaca.
O triclosan é um dos agentes antibacterianos mais comumente incorporados em produtos para uso bucal, devido ao seu grande espectro antibacteriano, à sua compatibilidade com ingredientes dos produtos e à sua segurança em relação à toxicidade. É importante a presença
de zinco ou copolímero associado, uma vez que dentifrícios com triclosan somente não são tão efetivos em reduzir placa e gengivite em comparação aos convencionais.
Além da gengivite e periodontite, o dentifrício com triclosan e copolímero também reduz significativamente a formação de cálculo supragengival em comparação ao dentifrício convencional, previne o mau hálito e reduz bactérias responsáveis pelo odor após 12h de uso em relação ao dentifrício convencional, assim como tem eficácia anticárie similar ao dentifrício convencional em estudos clínicos de 30-36 meses.

### Sensibilidade
Um dos agentes dessensibilizantes mais utilizados são os sais à base de potássio incorporados em dentifrícios. O objetivo do agente dessensibilizante é diminuir o estímulo doloroso pelo bloqueio neurotransmissor ou pela diminuição da reação hidrodinâmica. Os íons potássio têm um efeito despolarizante sobre a condução nervosa, tornando as fibras menos excitadas ao estímulo, eliminando a sensação de dor.
Dentifrícios com sais de potássio têm mostrado bons resultados quando usados durante o período de tratamento clareador caseiro, na redução da sensibilidade provocada pelo tratamento. No entanto, a quantidade de estudos é muito limitada para suportar evidência clínica significativa do uso do dentifrício dessensibilizador para reduzir a dor dentária.

### Clareadores
A alteração de cor dentária pode ser de origem intrínseca, devido ao tratamento endodôntico, traumatismo e uso de tetraciclina durante o período de formação dentária, assim como pode ser de origem extrínseca, por pigmentos oriundos do tabaco, café, vinhos e refrigerantes.
A alteração de cor dentária tem levado muitas pessoas a procurarem tratamento odontológico, sendo que estes podem ser realizados no consultório ou em casa, através do uso de géis, soluções, gomas de mascar e dentifrícios. Estes agentes clareadores podem ser à base de peróxidos (peróxido de carbamida e o peróxido de hidrogênio), sendo que o mecanismo de ação destes é pela oxidação dos pigmentos orgânicos e alguns inorgânicos presentes no tecido dentário, transformando estas macromoléculas em pigmentos menores ao ponto delas serem eliminadas
parcialmente ou totalmente da superfície dentária por difusão.
Apesar de o clareamento à base de peróxido ser um método estabelecido para o clareamento, a sua utilização no dentifrício é limitada. Além das alterações causadas na fórmula do dentifrício, a inviabilidade se deve também ao fato de que para o agente ter efeito há necessidade de uma barreira que permita um prolongado tempo de contato, o que não é possível com o dentifrício.

## Efeitos adversos do uso

### Fluorose dental
Ela se manifesta principalmente pela alteração de cor do esmalte, que pode assumir uma tonalidade esbranquiçada ou exibir pequenas manchas ou linhas brancas. Nos casos mais graves, adquire uma coloração acastanhada ou marrom, podendo haver perda de estrutura dental; nesses casos, torna-se mais friável, mais fácil de desgastar fisiologicamente. Muitos trabalhos apontam como causa da fluorose a utilização de gotas e comprimidos contendo flúor, inclusive muitos complexos vitamínicos recomendados pelos pediatras. Atualmente, a maior causa de fluorose é a ingestão de produtos fluoretados em locais onde já existe água fluoretada, sendo que o mais comum é o dentifrício fluoretado, que muitas crianças engolem durante a escovação. O enxaguatório contendo flúor também poderá contribuir, se for indicado para crianças que ainda não tenham controle adequado da deglutição.

### Plasmocitose mucosa
A plamocitose mucosa é a presença de plasmócitos, células produtoras de anticorpos, na mucosa. É uma condição rara e não neoplásica caracterizada por uma intensa proliferação de plasmócitos no tecido afetado. A etiologia e patogênese desta condição são muitas vezes desconhecida. Há casos de ocorrência em indivíduos hipersensíveis a componentes da fórmula do dentifrício, como a canela e menta.

## Tipos de creme dentais[11]

### Antiplaca
Particularmente indicados para pacientes com dificuldade de manter saúde periodontal através do controle mecânico de placa dental.

### Fluoretados
Indicados para todos os pacientes.

### Antitártaro
Especificamente indicados para pacientes que apresentam grande formação de calculo dental.

### Hipersensibilidade dentinária
Particularmente indicados para pacientes apresentando esta sintomatologia.

### Proteção da gengiva
Indicado para pessoas com problemas na gengiva.

## Uso do tabaco em creme dentais
Na Índia, há um equívoco generalizado de que o tabaco é bom para os dentes. Produtos de tabaco são populares como um dentifrício em diferentes partes da Índia e as crianças também usam esses dentifrícios. Muitas empresas aproveitam esse equívoco para explorar a natureza viciante da nicotina e por na embalagem de seus produtos como produtos de cuidados dentários sem explicitamente indicarem a presença dessa substância.
A Índia possui uma das maiores taxas de câncer oral do mundo, 65% de todos os cânceres em homens e 33% de todos os cânceres em mulheres são relacionadas com o tabaco. A incidência anual de câncer oral deve ser 10 por 100.000 para homens.